# Água Nova
Água Nova este un oraș în Rio Grande do Norte (RN), Brazilia. 